# Телевізир

Знімальна група у моніторів відеоконтролю

Телевізи́р (телевізір) — комплекс пристроїв, що дозволяють здійснювати контроль якості відзнятого фільму за допомогою відеозапису (відеоконтроль) безпосередньо на знімальному майданчику, не чекаючи проявлення кіноплівки. Крім того, телевізир слугує допоміжним електронним видошукачем, який може використовуватися під час зйомки паралельно з оптичним візиром.

## Застосування
Сучасні професійні кінознімальні апарати мають вбудовау телевізійну камеру, що формує телевізійний відеосигнал, що виводиться на відеомагнітофоні та моніторі. Таким чином, вся знімальна група може бачити на моніторі зображення, що знімається безпосередньо кінокамерою. Після зйомки чергового дубля група може переглянути готовий епізод, щоб відразу ж перезняти його у разі невдачі. Це дозволяє істотно економити бюджет, оскільки помилки виявляються відразу, і не потрібна повторна підготовка костюмів, гриму, декорацій і встановлення освітлення. Поява телевізира і панорамних головок з електроприводом зробила можливим дистанційне керування кінокамерою у важкодоступних місцях. Тому телевізир незамінний у випадках, коли використання звичайного візира неможливо, наприклад, при зйомці з легкого операторського крана-стріли, де кінооператор не може перебувати разом з камерою, або при використанні систем стабілізації типу «Стэдікам». Крім того, телевізир використовується при зйомці у важкодоступних або небезпечних місцях, а також під водою[3]. 
Найбільш ефективно використання телевізира при багатокамерних зйомках[4]. Для зйомки художніх і телефільмів багатокамерним способом створювалися спеціальні кінотелевізійні комплекси, що складаються з синхронних кінознімальних апаратів з телевізирами, підключеними до замкнутої телевізійної системі, що дозволяє централізовано контролювати зображення всіх камер і здійснювати їх пуск і зупинку з режисерського пульта. Найбільш відомими кинотелевізійними комплексами стали «Система-35» фірми «Мітчелл» (англ. Mitchell) та «Електронік Кам» (англ. Electronicam) фірми Arri[5], остання з яких розроблялася як альтернатива кінорегістраторам відео. В СРСР телевізир був вперше використаний під час зйомок фільму «Біле сонце пустелі». Модернізований кінознімальний апарат «Дружба-Т» з вбудованою передавальною камерою працював в парі зі стаціонарним відеомагнітофоном КМЗІ-6, дозволяючи переглядати чорно-біле зображення відразу після зйомки кожного дубля[1].
У 1976 році був розроблений радянський кінотелевізійний комплекс «Ізофон-II», до складу якого входили два кінознімальних апарату «3КСР-Т» з телевізирами «Philips LDH-26», два відеомагнітофон «Sony VO-2860» формату U-matic і магнітофон «Ритм-320» з вузькою магнітною стрічкою завширшки 6,25 мм для синхронного запису фонограми. Комплекс використовувався для зйомки фільмів «Народжена революцією» та «Королі і капуста».

## Різновиди телевізирів
Телевізири, що застосовуються в кінематографі, діляться на дві групи: візири з просторовим паралаксом і безпаралаксові. Перший тип, що складається з портативної телекамери, укріпленої на корпусі кінознімального апарату паралельно знімальному об'єктиву, в даний час майже не застосовується, оскільки володіє значною похибкою визначення між границею кадру і паралаксу.
Більшість сучасних телевізирів без паралаксу пов'язані з візиром кінознімального апарату, забезпечуючи точну передачу кордонів знятого кадру і глибини різко зображуваного простору. 
Зображення для передавальної камери відбирається за допомогою світлодільної призми, вбудованої в тракт спряженого візира. При цьому яскравість зображення в лупі знижується, але залишається прийнятною для повноцінної роботи. З вітчизняних кінознімальних апаратів телевізири могли мати моделі 9КСН, «Славутич», «Союз» УС-3 та інші. Більшість сучасних кінознімальних апаратів мають вбудовані безпаралаксні телевізири, що мають компактну конструкцію.
Перші телевізири дозволяли отримувати тільки чорно-біле зображення, яке вважалося достатнім для контролю основних параметрів зображення. Крім того, існували телевізійні технології, які вимагали трьох передавальних трубок і складну кольоро видільну систему, що призвело б до неприйнятного ускладнення кінознімальних апаратів. Кольоровий телевізир вперше з'явився в 1985 році, коли на виставці «Телекінорадіотехніка-85» фірма Arri продемонструвала першу кінокамеру, яка формує на ТВ-вихід кольоровий відеосигнал. В даний час всі існуючі телевізири дозволяють отримувати кольорове зображення за допомогою матриць напівпровідникових з масивом кольорових кольоро видільних світлофільтрів.